# Ogovea nasuta
Espèce
Synonymes
- Ogovia nasuta Hansen, 1921

Ogovea nasuta est une espèce d'opilions cyphophthalmes de la famille des Ogoveidae.

## Distribution
Cette espèce est endémique de Bioko en Guinée équatoriale.

## Description
Le mâle syntype mesure 3,45 mm et la femelle syntype 3,52 mm.

## Systématique et taxinomie
Cette espèce a été décrite sous le protonyme Ogovia nasuta par Hansen en 1921. Ogovia Hansen & Sørensen, 1904 étant préoccupé par Ogovia Holland, 1892 dans les Lépidoptères, il est remplacé par Ogovea par Roewer en 1923.

## Publication originale
- Hansen, 1921 : « The Pedipalpi, Ricinulei, and Opiliones (exc. Op. Laniatores) collected by Mr. Leonardo Fea in tropical West Africa and adjacent Islands. » Studies on Arthropoda I., p. 5-55 (texte intégral).